# Hành chính Việt Nam thời Đinh
Hành chính Việt Nam thời Đinh phản ánh bộ máy chính quyền từ trung ương tới địa phương của nước Đại Cồ Việt từ năm 968 đến năm 979 trong lịch sử Việt Nam.

## Chính quyền trung ương
Sử sách ghi chép rất vắn tắt và không hệ thống về bộ máy chính quyền nhà Đinh. Đại Việt sử ký toàn thư ghi lại ý kiến của sử gia Lê Văn Hưu về triều Đinh:
Vua mở nước dựng đô, đổi xưng hoàng đế, đặt trăm quan, lập sáu quân, chế độ gần đầy đủ
Chế độ quan chức nhà Đinh nêu trong Đại Việt sử ký toàn thư như sau:
Bắt đầu quy định cấp bậc văn võ, tăng đạo. Lấy Nguyễn Bặc làm Định quốc công, Lưu Cơ làm Đô hộ phủ sĩ sư, Lê Hoàn làm Thập đạo tướng quân, Tăng thống Ngô Chân Lưu được ban hiệu là Khuông Việt đại sư, Trương Ma Ni làm Tăng lục, Đạo sĩ Đặng Huyền Quang được trao chức Sùng chân uy nghi.
Mùa xuân năm 975, Đinh Tiên Hoàng ra quy định áo mũ cho các quan văn võ.
Ngoài ra, không thấy sử sách nói về bộ máy chính quyền với các chức danh một cách hệ thống. Các sử gia hiện đại cho rằng tổ chức bộ máy nhà Đinh cũng như nhà Ngô, còn giản đơn, hoạt động chưa được thể chế hóa, việc lựa chọn quan lại chưa có chế độ rõ ràng, pháp luật chưa thành văn. Những người làm quan, nắm quyền hành phần lớn là các tướng lĩnh có công lao trong quá trình đánh dẹp.
Kinh đô nhà Đinh đóng tại Hoa Lư (Gia Viễn, Ninh Bình), thuộc về Trường Châu thời thuộc Đường. Dựa vào các khối đá vôi cao dựng đứng ôm lấy vùng đất cao không bị ngập do thủy triều và nước lũ, lại có Hoàng Giang thuận lợi giao thông, Đinh Tiên Hoàng đã cho hoàn thiện những kè lũy có từ thời cát cứ thành những đoạn tường thành kiên cố bảo vệ cung vua bên trong.
Việc Đinh Tiên Hoàng chọn Hoa Lư mà không chọn Cổ Loa của nhà Ngô hay Đại La thời Bắc thuộc được Lê Văn Siêu xem là quyết định khôn ngoan. Với hoàn cảnh đương thời, sau nhiều năm loạn lạc, Hoa Lư là địa điểm chiến lược, khống chế được cả khu vực sơn cước từ Thanh Hóa đổ ra, sông Đà đổ xuống, thêm địa thế vừa hùng vừa hiểm có thể cầm cự với Trung Hoa, nếu có cuộc xâm lăng của phía này tới. Nhà địa chất, đồng thời là nguyên Chủ tịch nước Cộng hòa xã hội chủ nghĩa Việt Nam Trần Đức Lương cũng cho rằng: tính hiểm yếu của Hoa Lư không chỉ nhờ phần thành lũy, nền điện mà chính bởi hệ thống các thung lũng núi sâu hơn bên trong có thể liên thông với nhau bởi các khe ngách mà ngày nay do nước biển dâng cao đã biến thành những lạch nước ngầm.
Kiến trúc xây dựng cung thất trong kinh thành Hoa Lư còn sơ khai, chưa có những công trình kiên cố, bề thế mà chỉ nhà Tiền Lê kế tiếp mới bắt đầu thực hiện được. Lê Văn Siêu cho rằng cung điện nhà vua chưa đúng nghĩa một cung điện như các triều đình phương Bắc đương thời mà giống một nhà lớn nhiều gian, có sân, ao và hào lũy bao bọc phòng thủ.

## Chính quyền địa phương

### Lãnh thổ
Trên đại thể, Đinh Tiên Hoàng quản lý toàn bộ nước Đại Cồ Việt, tuy nhiên tại từng vùng mức độ quản lý cũng khác nhau. Những nơi quá xa kinh đô Hoa Lư, đặc biệt là vùng dân tộc ít người vẫn chỉ có phụ thuộc lỏng lẻo với triều đình trung ương.
Lãnh thổ nhà Đinh kế tục nhà Ngô trở về sau nằm trên 8 châu thời thuộc Đường là Giao, Lục, Phong, Ái, Hoan, Phúc Lộc, Trường, Diễn. Trong các bộ sử cũ, chỉ có Khâm định Việt sử thông giám cương mục chép rằng Đinh Tiên Hoàng chia nước làm 10 đạo, nhưng không ghi chép rõ tên và vị trí các đơn vị hành chính ra sao.
Các bộ sử khác như Đại Việt sử lược, Đại Việt sử ký toàn thư đều không ghi chép điều này. Tuy nhiên, Đại Việt sử ký toàn thư lại ghi sự kiện "đổi 10 đạo làm lộ, phủ, châu" thời Tiền Lê, các nhà nghiên cứu cho rằng điều đó cho thấy chính Toàn thư đã mặc nhiên thừa nhận nước Đại Cồ Việt từng được chia làm 10 đạo trong thời Đinh. Việc đổi đạo làm phủ, lộ, châu này cũng được Khâm định Việt sử thông giám cương mục xác nhận. Mặt khác, do chia nước thành 10 đạo mới có chức Thập đạo tướng quân của Lê Hoàn.
Việc tổ chức các đơn vị trong nước thành 10 đạo của Đinh Tiên Hoàng mang ý nghĩa chính trị to lớn, cùng việc đặt tên nước Đại Cồ Việt: nhà Đinh khẳng định chủ quyền độc lập của mình bằng cách xóa bỏ hay thay đổi các đơn vị hành chính do nhà Đường của Trung Quốc đặt ra, thực hiện quyền quản lý và quyền phân chia hành chính đối với quốc gia trong tay mình cai trị.
Sử cũ không ghi chép các địa danh địa phương thời kỳ này một cách hệ thống và vẫn ghi một số địa danh như thời thuộc Đường như châu Ái, châu Hoan. Các nhà nghiên cứu lý giải điều này rằng: nhà Đinh dựa trên cơ sở các châu cũ của thời thuộc Đường, có thêm bớt điều chỉnh nhỏ để thành lập các đạo, nhưng cách gọi "châu" trước đó đã khá thông dụng và quen thuộc. Mặt khác, thời gian tồn tại của hệ thống hành chính 10 đạo của nhà Đinh được duy trì chỉ hơn 20 năm (từ năm 974 đến năm 1002, do đó các sử gia đời sau vẫn dùng đơn vị "châu" theo nếp cũ.
Tại mỗi đạo trong nước, triều đình tổ chức các đơn vị quân đội địa phương như sau: mỗi đạo có 10 quân, 1 quân 10 lữ, 1 lữ 10 tốt, 1 tốt 10 ngũ, 1 ngũ 10 người.
Trong Dư địa chí, Nguyễn Trãi cho rằng thời Trần có 310 vạn đinh, nhưng các sử gia hiện nay cho rằng con số này cao hơn thực tế và thế kỷ 10 chưa cho phép tổ chức một lực lượng quân đội đông tới 1 triệu người.

### 10 Đạo thời Đinh
Sử sách không chép cụ thể các đơn vị hành chính. Một số đơn vị hành chính lớn được sử nhắc đến trong thời kỳ này, không đầy đủ, bao gồm.
1. Đạo Bắc Giang, tương đương tỉnh Bắc Giang, Bắc Ninh.
2. Đạo Quốc Oai, theo dư địa chí Hà Tây thuộc phần đất Hà Tây cũ, tức tây và nam Hà Nội ngày nay.
3. Đạo Hải Đông, Lịch triều hiến chương loại chí chép tỉnh Quảng Yên ba đời Đinh, Tiền Lê, Lý gọi là đạo Hải Đông.
4. Đạo Hoan (Châu): Hoan Châu, xưa là bộ Hoài Hoan; đời Tần thuộc Tượng Quận; nhà Hán thuộc quận Nhật Nam; nhà Lương đổi làm Đức Châu; đến niên hiệu Khai Hoàng (581-600) nhà Tùy, đổi làm Hoan Châu; đến niên hiệu Đại Nghiệp (605-616) nhà Tùy, đổi làm Nhật Nam; nhà Đường phục theo cũ đặt làm Hoan Châu; nhà Đinh, Lê giữ theo tên cũ như của nhà Đường.
5. Đạo Ái (Châu), tương đương khu vực Châu Ái, tức tỉnh Thanh Hóa ngày nay.
6. Đạo Lâm Tây, tên đạo xuất hiện thời Tiền Lê, gồm các châu Ki mi. Tương đương khu vực Tây Bắc ngày nay.
7. Đạo Đại Hoàng: Khu vực kinh đô Hoa Lư và tỉnh Hà Nam.
8. Phủ Đô hộ: khu vực thành Đại La và các phụ cận, tức một phần thành phố Hà Nội (chưa bao gồm phần mở rộng thuộc Hà Tây cũ)
9. Châu Đằng, tương đương vùng Hưng Yên.
10. Châu Hoan tương đương tỉnh Nghệ An và Hà Tĩnh.

Căn cứ tư liệu Đại Việt sử ký toàn thư ghi lại thời điểm điều chỉnh về hành chính của Lê Đại Hành vào tháng 3 năm 1002: ông đổi mười đạo thời Đinh làm lộ, phủ, châu và danh sách các địa danh thời Tiền Lê có thể bổ sung các đạo khác thời Đinh như sau:
1. Đạo Đằng (Châu), tương đương Hưng Yên, Thái Bình hiện nay
2. Đạo Thái Nguyên, tương đương tỉnh Thái Nguyên, Bắc Kạn
3. Châu Đô Lương: Có thể ở khu vực Tuyên Quang, Hà Giang[16]
4. Đạo Phong (Châu): Tương đương khu vực Phú Thọ, Vĩnh Phúc

Nguyễn Danh Phiệt cho rằng hệ thống hành chính cấp dưới được kế tục từ thời họ Khúc, họ Dương và họ Ngô: gồm có giáp, xã. Đứng đầu giáp là Quản giáp, đứng đầu xã là 2 xã quan.
Chưa thấy tài liệu nào ghi cụ thể 10 đạo thời Đinh, căn cứ vào những ghi chép về thời Đinh, và thời Tiền Lê có thể suy đoán các tên các đạo của đất nước khi này như: Đạo Bắc Giang, Đạo Quốc Oai, Đạo Hải Đông, Đạo Hoan (Châu), Đạo Ái (Châu), Đạo Lâm Tây, Đạo Đại Hoàng, Đạo Đằng (Châu), Đạo Thái Nguyên, Đạo Phong (Châu).